# Petronij Gaj Amatuni
Petronij Gaj Amatuni (arménsky Պետրոնիյ Գայ Ամատունի, rusky Петроний Гай Аматуни) (29. června 1916 kozácká stanice Velikokňažeskaja, oblast Donského vojska, dnes Proletarsk, Rostovská oblast – 29. dubna 1982 Rostov na Donu) byl ruský sovětský spisovatel arménské národnosti, autor knih pro děti a mládež.

## Život
Narodil se v kozácké stanici Velikokňažeskaja v oblasti Donského vojska Ruského impéria jako potomek starobylé arménské knížecí rodiny známé již od 4. století. Dětství strávil v Arménii, mládí v Moskvě. Od šestnácti let se věnoval leteckému modelářství a od osmnácti působil jako instruktor plachtění. Za Velké vlastenecké války sloužil nejprve v jezdectvu a byl těžce raněn. Po propuštění z nemocnice byl vyškolen jako pilot stíhacích letounů a od roku 1944 působil jako instruktor. Po demobilizaci pracoval jako pilot instruktor ve státní branné organizaci DOSAAF (Dobrovolná společnost pro spolupráci s armádou, letectvem a námořnictvem, rusky ДОСААФ – Добровольное общество содействия армии, авиации и флоту) a v letech 1953–1968 v Aeroflotu jako pilot civilních letadel. Roku 1958 vstoupil do Komunistické strany Sovětského svazu.
Jako spisovatel se věnoval především psaní pohádek a vědeckofantastických knih pro děti a mládež. Svá první díla vydal v druhé polovině čtyřicátých let. Členem Svazu spisovatelů Sovětského svazu se stal roku 1958. Až do své smrti žil a pracoval v Rostově na Donu.

## Dílo
- Маленький лётчик Пирo (1946, Malý letec Piro), povídka pro děti..
- Чен (1953, Chen), povídka.
- 4 000 000 километров (1954, 4 000 000 kilometrů), črty.
- На борту воздушного корабля (1954, Na palubě vzdušného korábu), črty.
- На крыльях (1955, Na křídlech), črty.
- Гаяна (Gajana), vědeckofantastická románová trilogie:
  - Тайна Пито-Као (1957, Tajemství Pito Kaa), první díl vypráví o nálezu pozůstatků expedice mimozemské civilizace z daleké Gajany na tichomořském ostrově Pito Kao. Mimozenmšťané zde žili, byli pokládání domorodci za bohy a také zde zahynuli. Ponechali zde však také mikroby zákeřné choroby, proti které nemá lidstvo imunitu. A tyto mikroby se snaží získat skupina bezohledných lidí, aby díky jim ovládli svět.
  - Тиунэла (1962, Tiunela), příběh se odehrává čtyři roky po prvním díle a končí vysláním expedice na planetu Gajana.
  - Парадокс Глебова (1966, Glebovův paradox), popisuje návštěvu planety Gajana.
- Встреча со «снежным человеком» (1961, Setkání se sněžným mužem).
- Чао — победитель волшебников (1964, Čao – vítěz nad kouzelníky), pohádkový příběh robota, který zápasí s čarodějnými silami z klasických pohádek.
- Если б заговорил сфинкс (1970, Kdyby sfinga promluvila), historický román ze Starověkého Egypta.
- Небо людей (1971, Nebe lidí), novela založená na vlastních vzpomínkách.
- Путешествие в Аэроград (1973, Cesta do Aerogradu), populárně naučná kniha.
- День Аэрофлота (1973, Den Aeroflotu), populárně naučná kniha.
- Крепкий орешек (1976, Tvrdý oříšek), sbírka črt o civilních pilotech..
- Требуется король (1977, Hledá se král), pohádkové sci-fi..
- Почти невероятные приключения в Артеке (1979, Téměř neuvěřitelná dobrodružství v Artěku)
- Космическая горошина (1979, Vesmírný hrášek)
- Голубой нуль (1982, Modrá nula), rozšíření povídky Setkání se sněžným mužem.

## Česká vydání
- Tajemství Pito Kaa, Albatros, Praha 1980, přeložila Ilona Borská.